# 大穗薹草
大穗薹草（学名：Carex rhynchophysa）是莎草科薹草属的植物。分布在蒙古、朝鲜、日本、欧洲、俄罗斯以及中国大陆的新疆、吉林、黑龙江等地，生长于海拔200米至700米的地区，多生长在河边、沼泽地和湖边潮湿地，目前尚未由人工引种栽培。